# Нова Кршля
45°00′ пн. ш. 15°44′ сх. д. / 45.00° пн. ш. 15.73° сх. д.
Нова Кршля (хорв. Nova Kršlja) — населений пункт у Хорватії, у Карловацькій жупанії у складі громади Раковиця.

## Населення
Населення за даними перепису 2011 року становило 66 осіб.
Динаміка чисельності населення поселення: